# David Hopwood
David Alan Hopwood (* 19. August 1933) ist ein britischer Genetiker und Mikrobiologe.
Hopwood studierte an der Universität Cambridge (St. John’s College) und promovierte dort. Danach war er Demonstrator in Cambridge (dort begann seine Arbeit an Streptomyceten) und  ab 1961 Lecturer an der Universität Glasgow in der Abteilung von Guido Pontecorvo. Später war er Professor für Genetik an der University of East Anglia und Fellow des dortigen John Innes Centre in Norwich.
Er forschte über die Genetik und Molekularbiologie der Actinomyceten, insbesondere dem Modellorganismus Streptomyces coelicolor, Stamm A3(2), der zu den Actinomyceten gehört. Diese Gruppe von Bakterien produziert häufig Antibiotika. 2002 war er an der Sequenzierung von dessen Genom beteiligt. Damit klonierte er erstmals ein Gen, das bei der Antibiotika-Produktion beteiligt war, und ein vollständiges Gen für ein Antibiotikum. Das ermöglichte die Forschung zu künstlichen durch Bakterien produzierte Antibiotika. Er entdeckte genetische Rekombination bei Streptomyces und bei der Genkartierung Hinweise auf zirkuläre Genanordnung (kreisförmiges Chromosom) und Symmetrien, die auf Evolution durch Genomverdopplung hinwiesen. Er fand einen Sexfaktor in einem Plasmid und Antibiotika-Gene in einem Plasmid und bei elektronenmikroskopischer Untersuchung Hinweise auf Organellen mit Membran und die Nähe zu Prokaryoten. Er fand, dass Actinomyceten spezielle Gene (Schlafgene) haben, die sie ein- und ausschalten können, mit möglicher Anwendung auf Antibiotika-resistente Bakterien-Stämme. Hopwood klärte die genetische Programmierung von Polyketid-Synthese.
1998 erhielt er die Mendel Medal, 1995 die Gabor Medal und 2003 den Lwoff Award. Er ist Fellow der Royal Society (1979) und hielt 1987 deren Leeuwenhoek Lecture. 1994 wurde er geadelt.

## Schriften
- mit M. J. Bibb, J. M. Ward: Transformation of plasmid DNA into Streptomyces at high frequency, Nature, Band 274, 1978, S. 398–340
- Genetic Contributions to Understanding Polyketide Synthases, Chemical Reviews, Band 97, 1997, S.  2465–2498.
- Forty years of genetics with Streptomyces: From in vivo through in vitro to in silico. Microbiology, Band 145, 1999, S. 2183–2202
- Streptomyces in Nature and Medicine: The Antibiotic Makers, Oxford UP 2007